# Biserica lipovenească din Iași
Biserica lipovenească din Iași este o biserică a creștinilor ortodocși de rit vechi (ruși staroveri) din Iași, care a fost construită în secolul al XIX-lea pe locul unde a existat anterior o biserică mai veche, din bârne. Biserica lipovenească se află pe Splai Bahlui nr. 4, pe malul stâng al râului Bahlui, în apropiere de Podu Roș. 
Biserica „Adormirea Maicii Domnului” din Iași a fost inclusă pe Lista monumentelor istorice din județul Iași din anul 2015, având codul de clasificare cod LMI IS-II-m-B-04060. În această listă nu se specifică care este confesiunea bisericii și este trecut anul 1830 ca an al construcției.

## Scurt istoric

### Construirea bisericii
Primii lipoveni (ruși staroveri) au venit în Moldova pe la jumătatea secolului al XVIII-lea, fiind alungați de către ruși din cauza faptului că s-au opus reformei bisericești inițiate de către țarul Alexei I (tatăl lui Petru cel Mare) și de patriarhul Nikon al Moscovei (1652–1658), reformă cunoscută sub denumirea de raskol. Reforma, care viza modificarea ritualului bisericesc, a început în anul 1654 și a fost adoptată de Soborul Bisericii Ortodoxe Ruse în anul 1667. Cu timpul, au reușit să devină tolerați și chiar să obțină unele mici privilegii de la cârmuire și de la mitropoliții Moldovei.  În Iași, lipovenii locuiau pe malul Bahluiului, la vale de Curtea Domnească.
Comunitatea rușilor staroveri (cunoscuți sub denumirea de lipoveni) din orașul Iași, capitala Principatului Moldovei la acea vreme, și-a construit în anul 1780 o biserică din bârne cu hramul „Adormirea Maicii Domnului”, pe malul drept al râului Bahlui, chiar pe locul unde se găsește actualul locaș de închinăciune. În decursul timpului, biserica s-a deteriorat și a fost refăcută din cărămidă la anul 1830, dar turnul și clopotnița au rămas tot din lemn. În anul 1866, biserica a ars într-un incendiu, împreună cu toate cărțile, veșmintele și odoarele bisericești care se aflau acolo. 
Pentru a asigura continuitatea slujbelor în perioada reclădirii bisericii, a fost construit Paraclisul „Sf. Apostoli Petru și Pavel”, unde se mai fac și astăzi slujbe, mai ales în sezonul de iarnă, biserica mare fiind greu de încălzit. Între anii 1872-1882 s-au efectuat lucrări de restaurare și extindere a locașului de cult al rușilor staroveri, după planurile arhitectului român Ștefan Emilian (1819-1899) și sub supravegherea starostelui lipovean Vasile Fomin. Banii necesari reconstrucției bisericii au fost obținuți prin subscripție publică. Biserica a fost sfințită în anul 1882.
În urma rectificării albiei Bahluiului în zona municipiului Iași, din perioada 1911-1913, Biserica lipovenească se află pe malul stâng al Bahluiului. În prezent, Biserica lipovenească din Iași posedă o serie de icoane valoroase, realizate în stilul tradițional al artei bisericești ruse.
Lucrări de reparații ale bisericii au avut loc în anii 1959 și 1989, prin contribuția enoriașilor lipoveni.
Biserica lipovenească din Iași a suferit avarii importante în urma cutremurului din 4 martie 1977.

### Lucrări de reparații

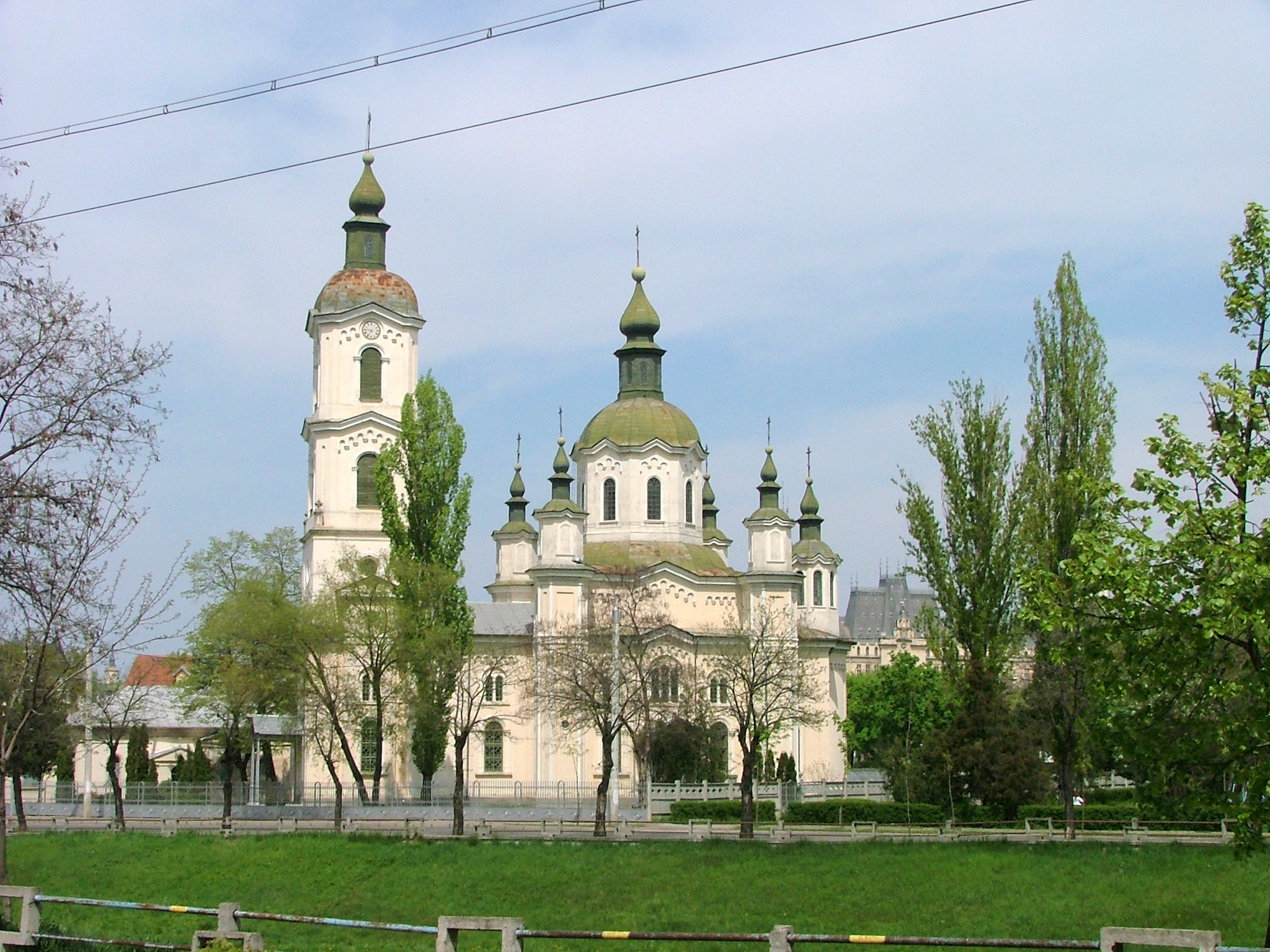
Biserica lipovenească din Iaşi. Imagine din 2005, înainte de renovare.

În primul deceniu al secolului al XXI-lea s-au efectuat o serie de lucrări de restaurare și consolidare a lăcașului de cult. În anul 2006 a fost întocmit un deviz de restaurare si consolidare a bisericii, care se ridica la 3 milioane de lei noi (aproximativ 750.000 euro). Ministerul Culturii a contribuit la reparații cu 300.000 lei în 2006 și cu 100.000 lei în 2007. Biserica a fost consolidată și zugrăvită.
Deoarece acoperișul din tablă data din perioada anilor 1954-1955 și era într-o stare avansată de degradare, preotul paroh Vasile Hușleag a decis în octombrie 2008 să-l înlocuiască. Dorind să păstreze stilul rusesc și originalitatea acestei biserici (singura din Iași cu șapte turle), parohul a cumpărat din Ucraina tablă din inox poleită cu aur. Comunitatea lipovenească locală a reușit să strângă 25.000 euro, cu care parohul a cumpărat peste 220 de coli de tablă, prețul unei coli fiind de aproximativ 100 de euro. Preotul nu a avut bani pentru a cumpăra tablă cu care să acopere toate cele șapte turle și astfel se intenționa acoperirea doar a cinci turle cu tablă poleită cu aur. 
La începutul anului 2009 a început înlocuirea acoperișului. Lucrările au fost realizate de meșterul Neculai Ciocan și echipa sa. În lipsa unui specialist în lucrul cu acest gen de tablă, muncitorii au stricat câteva zeci de coli de tablă în timpul prelucrării și montării. Au fost aduși specialiști din Ucraina pentru a le arăta muncitorilor români cum să prelucreze și să monteze tabla aurită. Într-un articol din Ziarul de Iași din aprilie 2009, preotul Vasile Hușleag făcea un apel pentru a fi ajutat cu circa 5.000 de euro. Acești bani erau necesari pentru achiziționarea și a celorlalte 50 de coli cu care să fie acoperite toate cele șapte turle.
La sfârșitul anului 2009, lucrările de înlocuire a tablei au fost finalizate, reușindu-se acoperirea tuturor celor șapte turle. La acel moment, Biserica lipovenească din Iași era a doua biserică din Moldova care avea acoperișul poleit cu aur (după Biserica „Sf. Arhangheli Mihail și Gavril” din Cajvana, acoperită cu tablă provenită din Ucraina, care a costat 250.000 lei). În Evul Mediu Mănăstirea Sfinții Trei Ierarhi din Iași a avut dantelăria exterioară suflată cu aur.

### Prezent
Parohia „Adormirea Maicii Domnului” din municipiul Iași (jud. Iași) funcționează și în prezent având ca preot paroh pe Vasile Hușleag. Comunitatea lipovenească din Iași număra în anul 2009 aproximativ 300 de persoane. Hramul bisericii se serbează de Sf. Maria, la 15/28 august.
Parohia aparține din punct de vedere canonic de Eparhia Ortodoxă de Rit Vechi a Bucovinei și Moldovei, cu sediul în orașul Târgu Frumos (județul Iași).

## Arhitectura
Biserica lipovenească din Iași este o clădire înaltă, cu șapte turle având în vârf câte o cruce tăiată (specifică cultului rușilor staroveri). Turla cea mai înaltă se află deasupra pridvorului închis (aceasta din urmă fiind și clopotniță, cu trei etaje). Deasupra naosului se află o altă turlă înaltă, aceasta fiind înconjurată de 4 turle mici (câte două pe lateralele pronaosului și pe lateralele naosului). Cea de-a șaptea turlă se află deasupra altarului.
Edificiul are absidele naosului drepte (încadrate de câte două turle pe fiecare parte) și o absidă a altarului semicirculară. În biserică se poate intra de pe trei laturi: pe latura vestică intră femeile, pe latura sudică intră bărbații, pe când intrarea de pe latura nordică este folosită doar la ocazii speciale.

## Mormânt în curtea bisericii
În curtea bisericii, lângă peretele altarului, se află o piatră funerară care datează de dinaintea construirii actualei biserici. Ea a fost așezată deasupra mormântului lui Nikolai, copilul negustorului Rodion Popov din Focșani, decedat la 2 iunie 1854. Pe această piatră se află următoarea inscripție în limba rusă: "Святый Боже, святый крѢпкiй, святый безсмертный, помилуй насъ. НамѢстѢ семъ погребено тѢло Фокшанскаго купца Родiона Попова сына его младенца Николы, скончавшагося 1854го года İюня 2го дня. Господи! Нелишы его Царствiя Небеснаго.", a cărei traducere în limba română este următoarea: "Sfinte Dumnezeule, sfinte tare, sfinte fără de moarte, miluiește-ne pe noi. Aici odihnește trupul copilului Nikolai, fiul negustorului Rodion Popov din Focșani, care a murit la 2 iunie 1854. Doamne, nu-l lipsi de Împărăția Cerurilor."

## Imagini

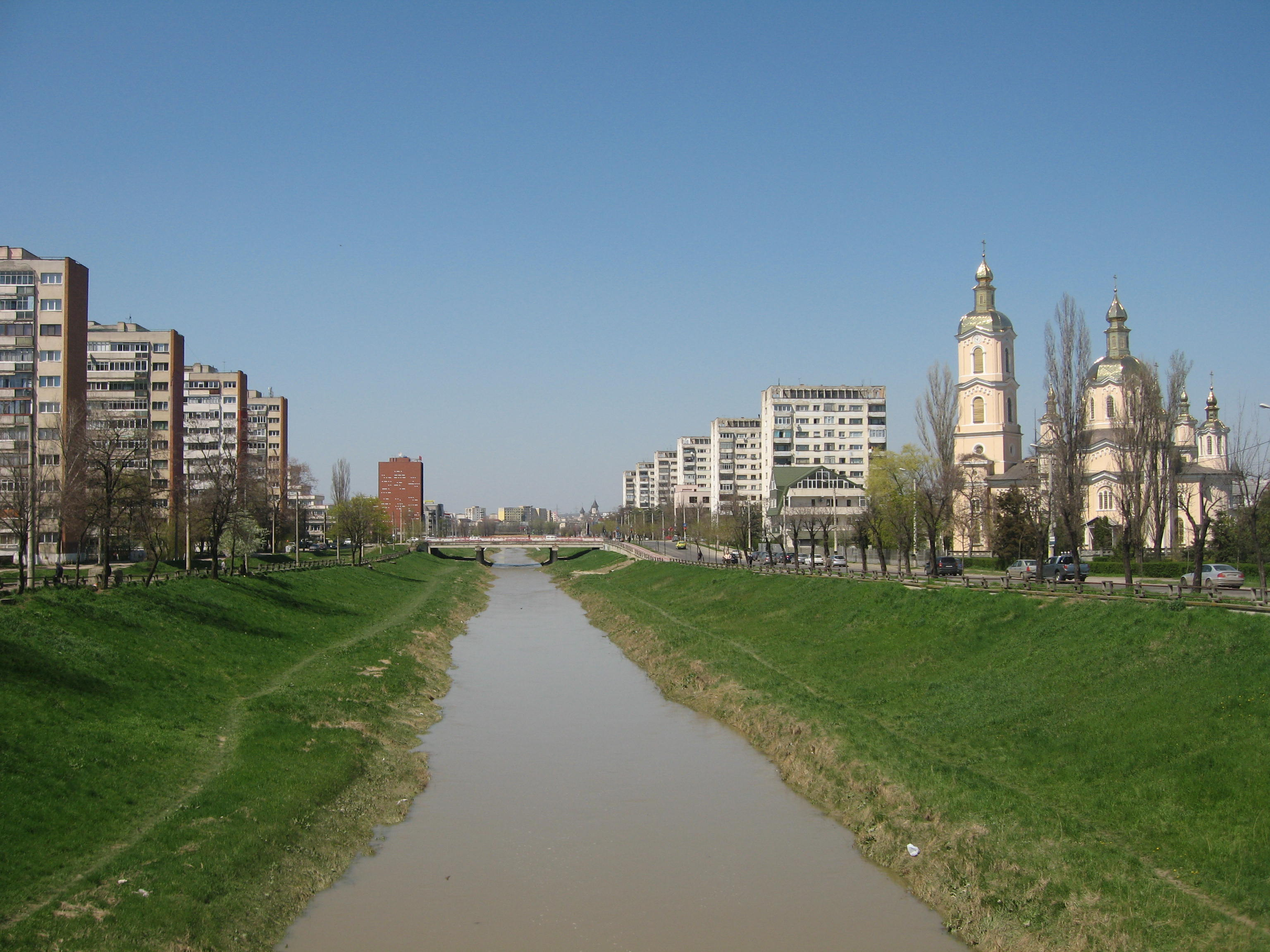
Râul Bahlui din Iaşi văzut din Podu Roş. În dreapta imaginii este Biserica lipovenească.
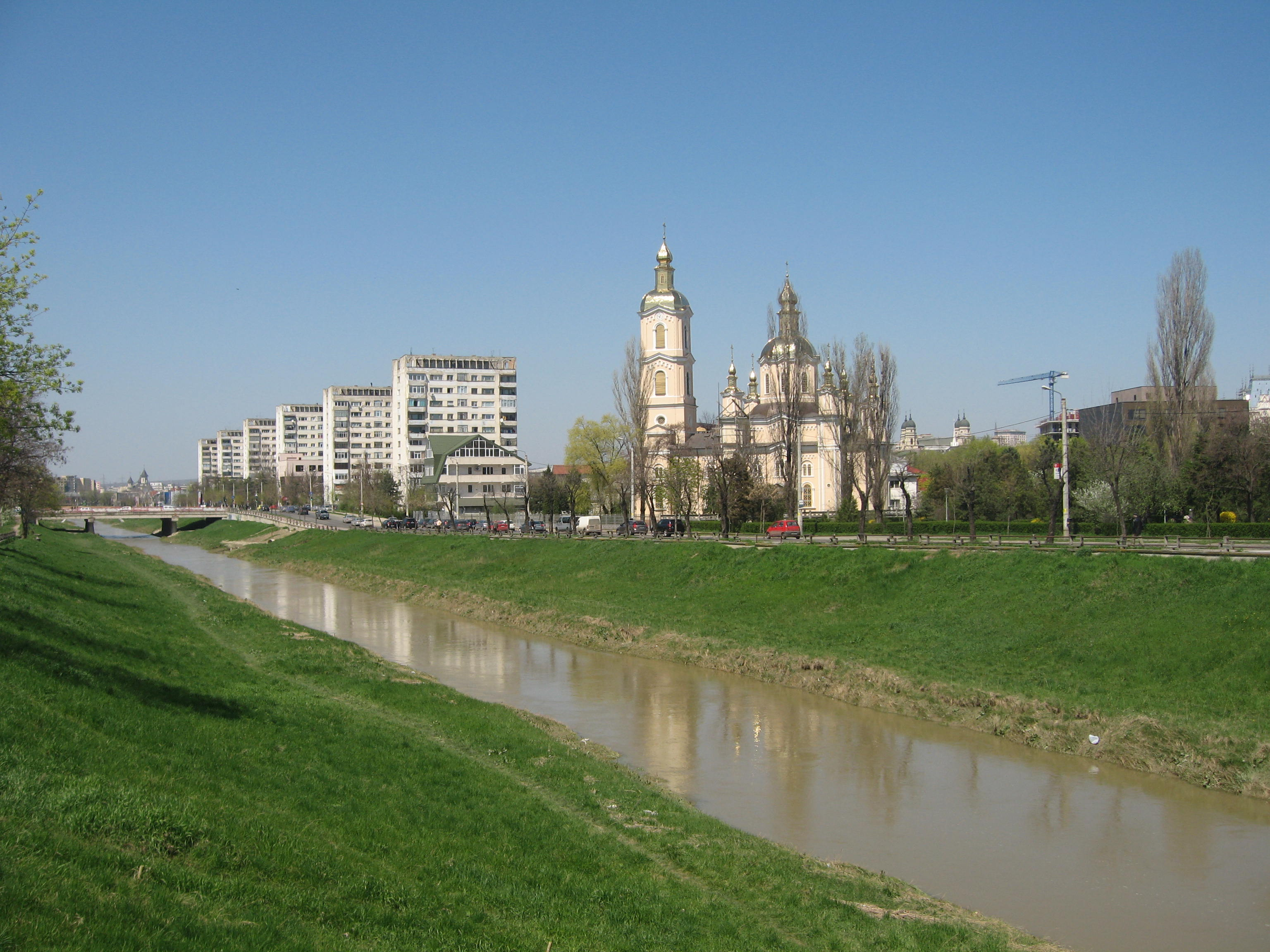
Vedere a bisericii lipovenești de pe malul drept al râului Bahlui
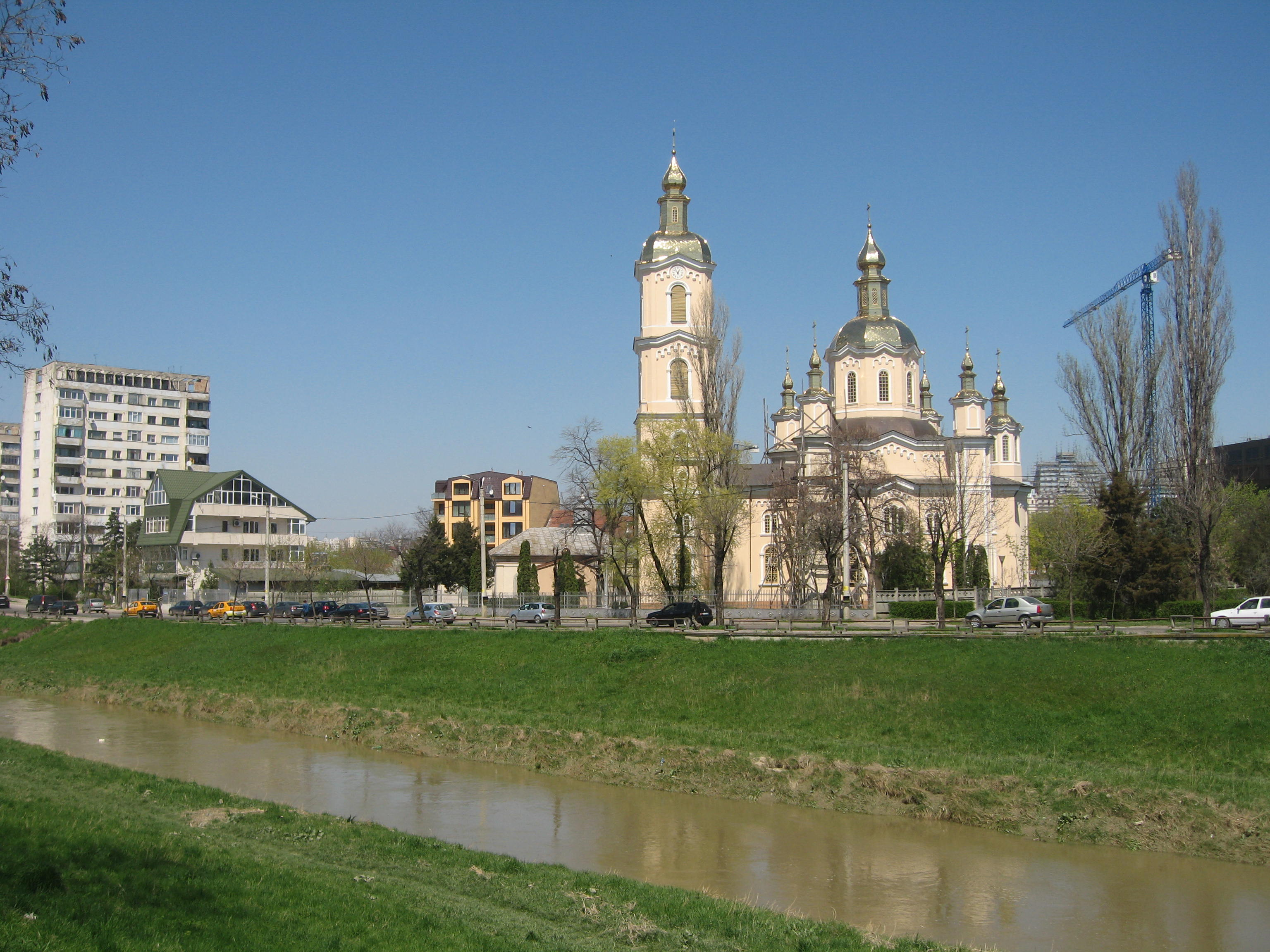
Vedere a bisericii lipovenești de pe malul drept al râului Bahlui
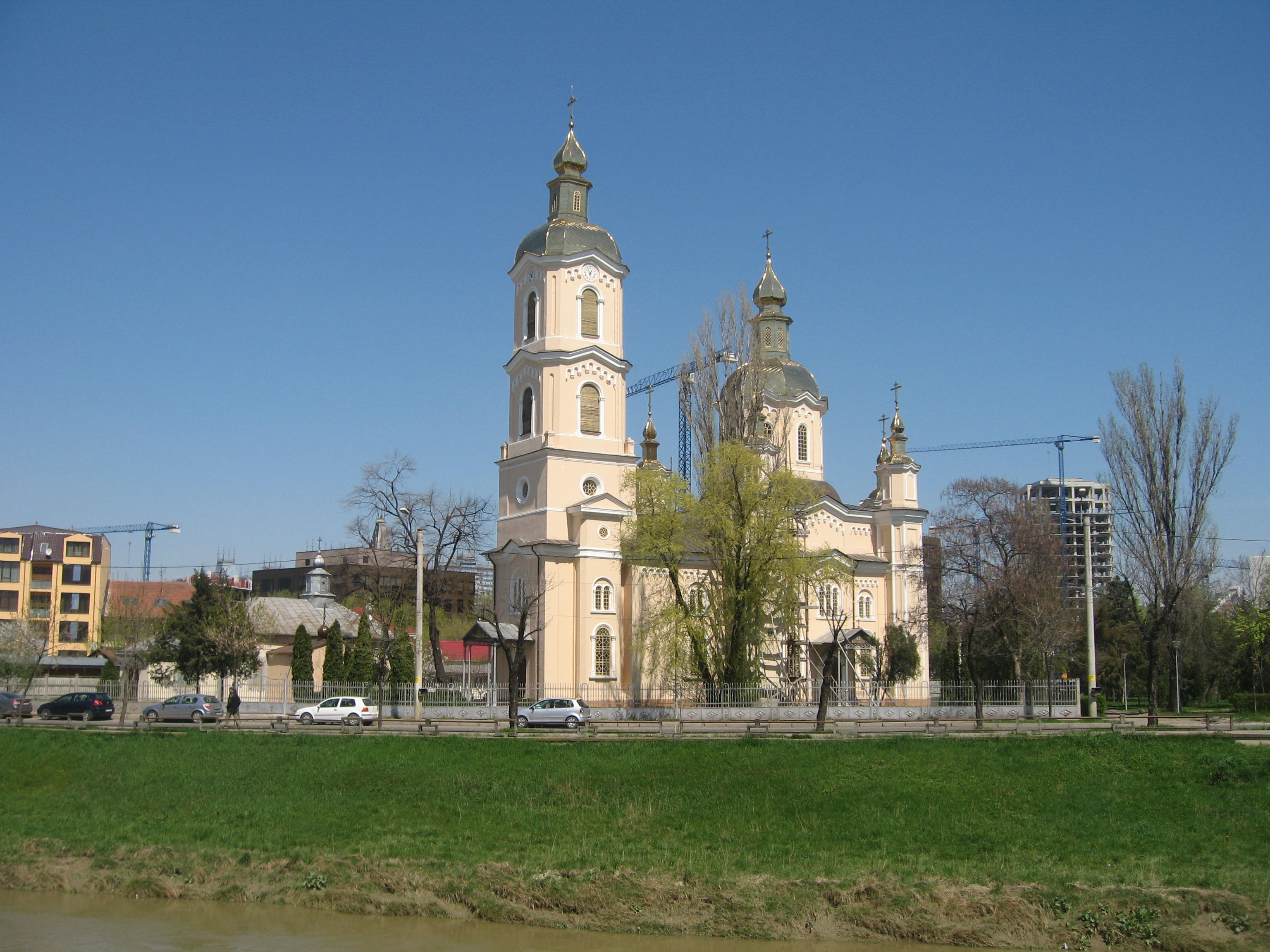
Biserica lipovenească din Iaşi
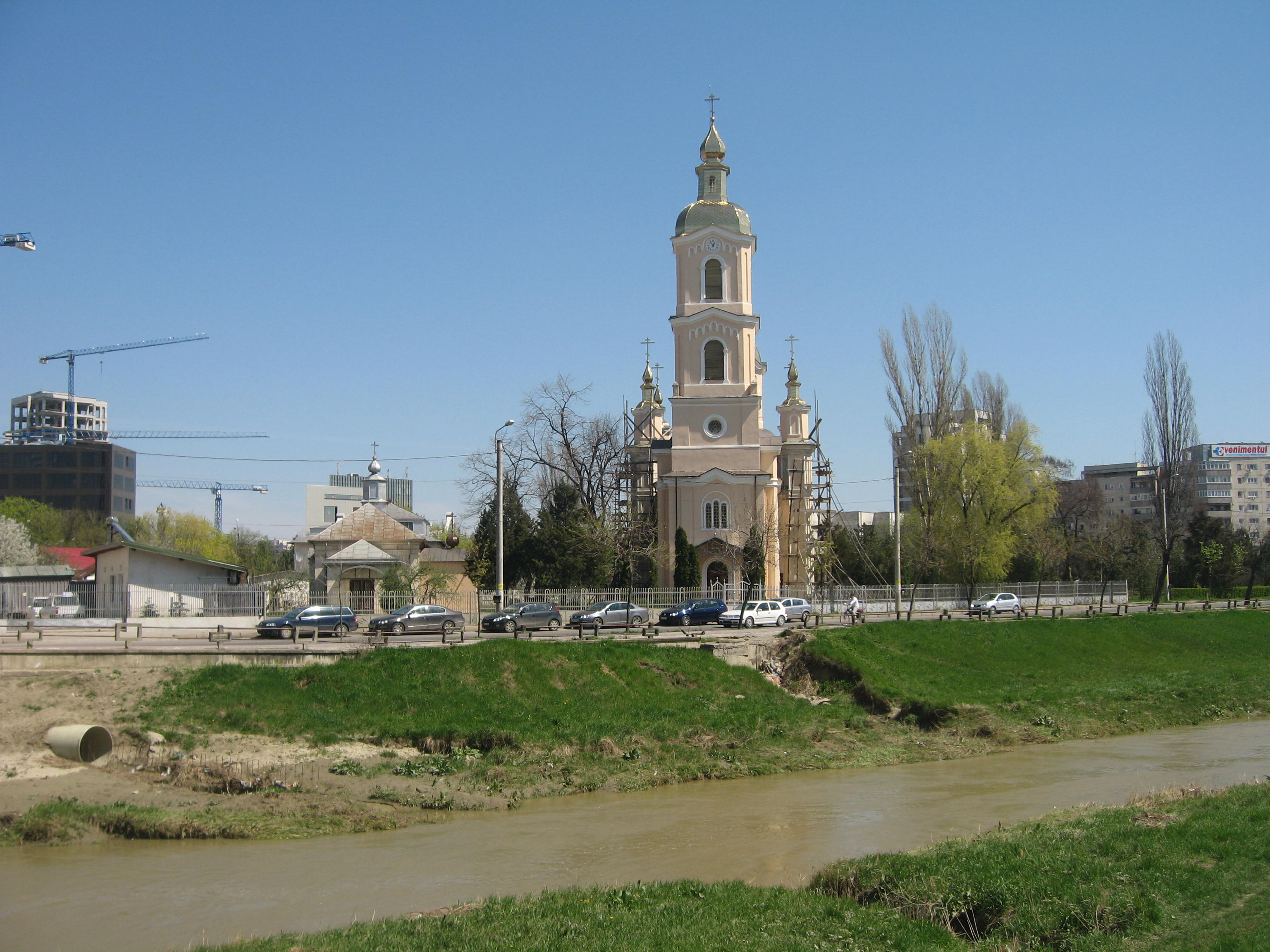
Biserica lipovenească din Iaşi
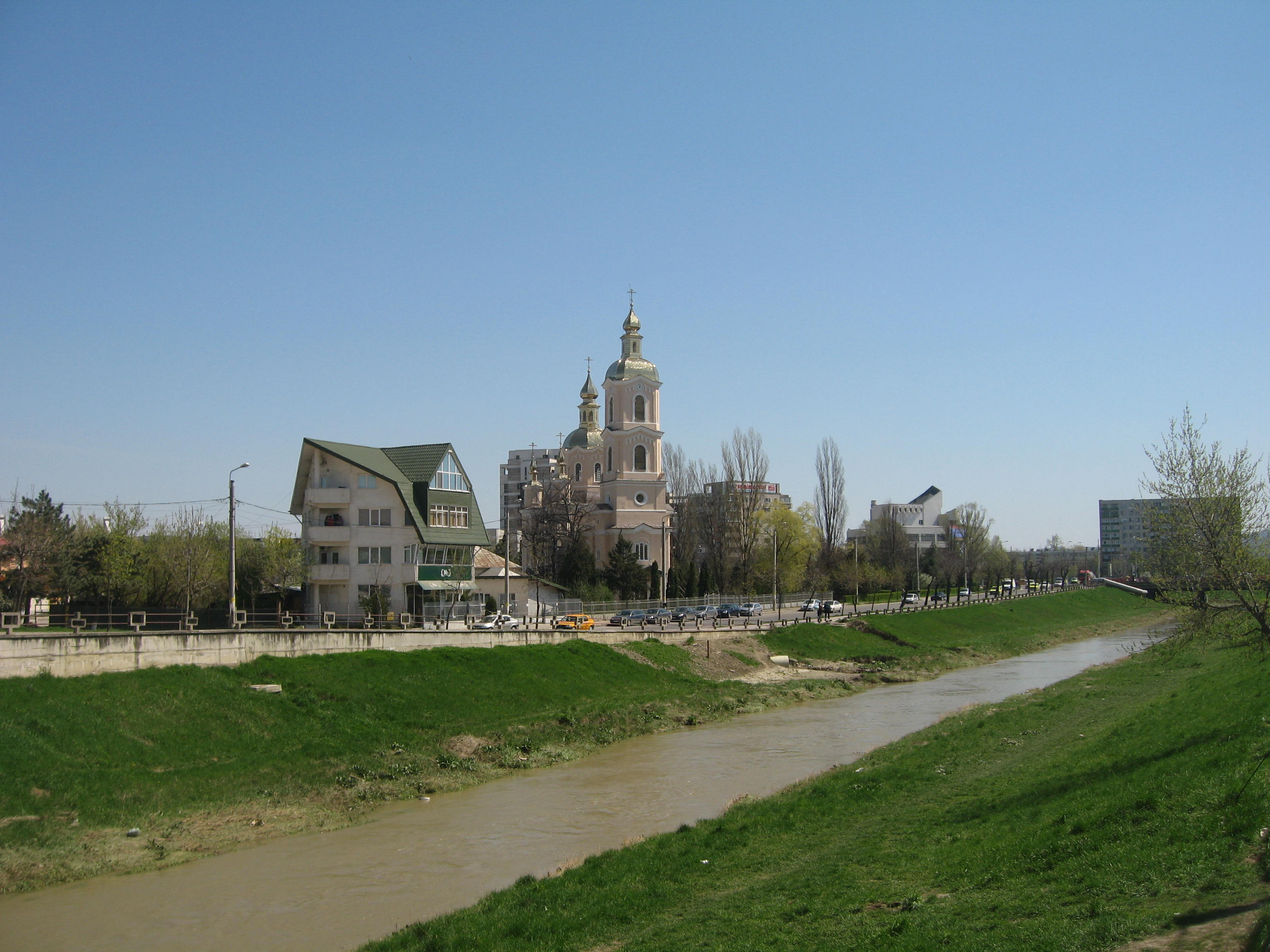
Vedere a bisericii lipovenești de pe Podul Cantemir
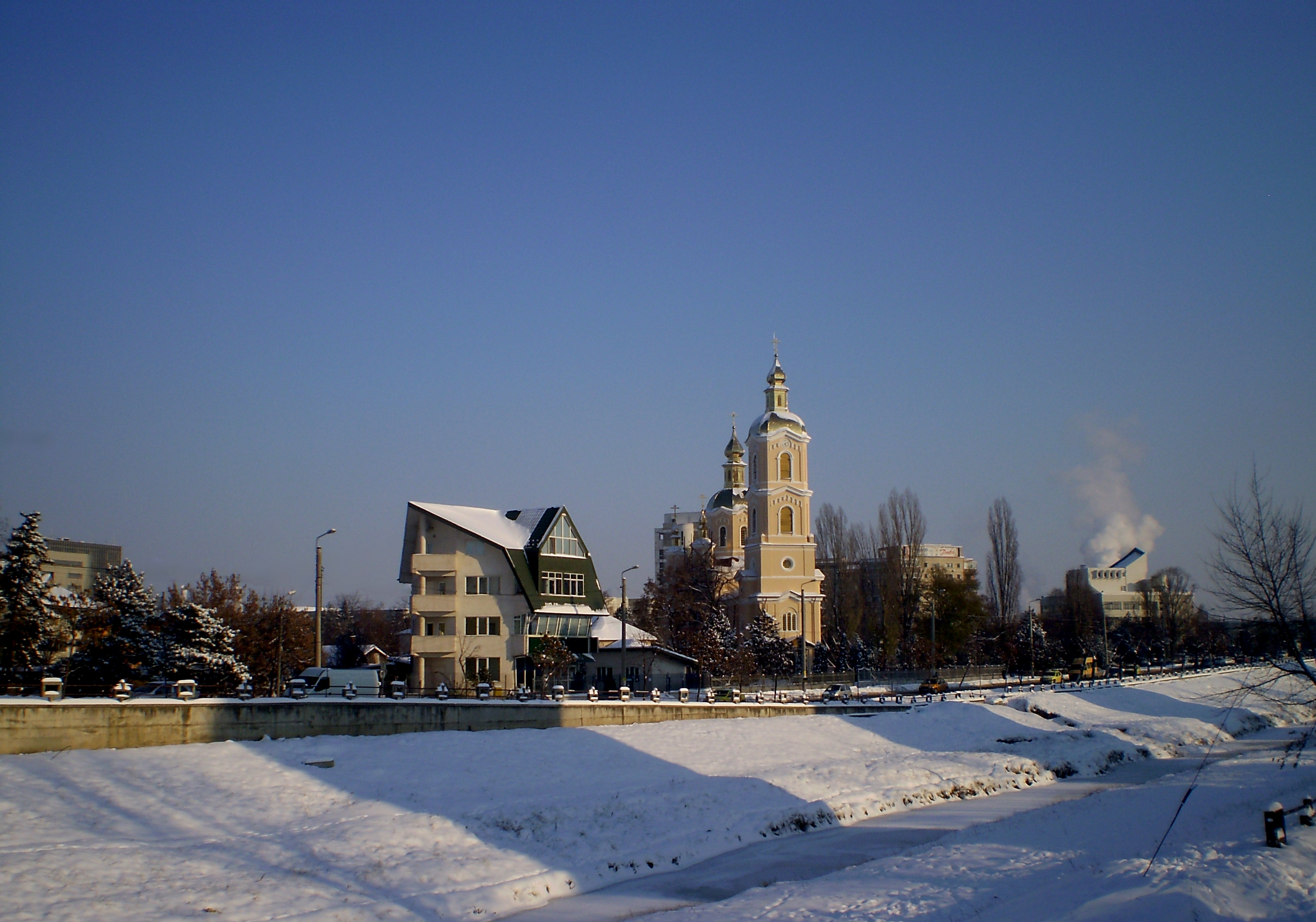
Biserica Lipovenească privită de pe malul opus al râului Bahlui într-o zi de iarnă
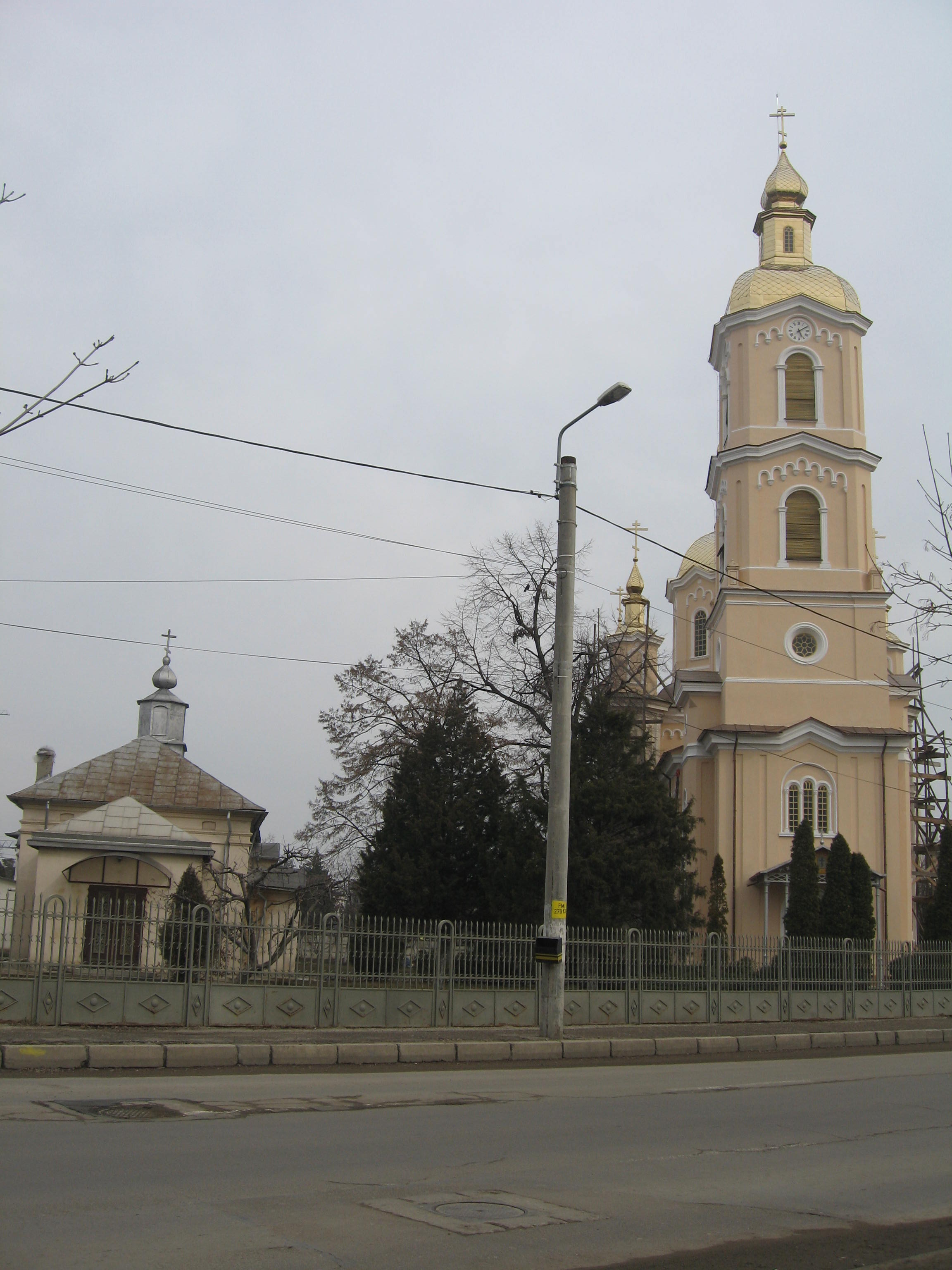
Turnul bisericii lipovenești și biserica-paraclis
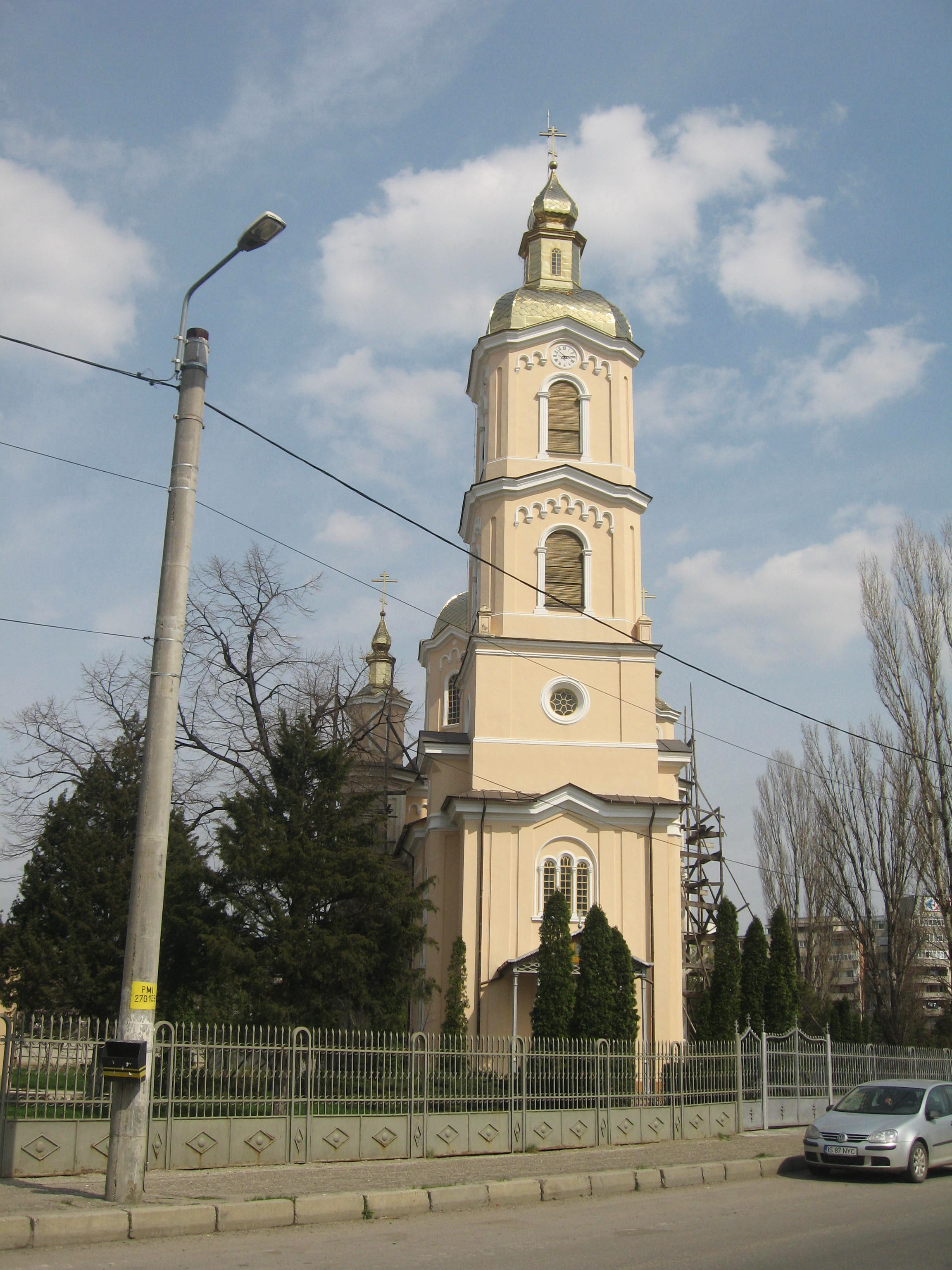
Turnul bisericii lipovenești
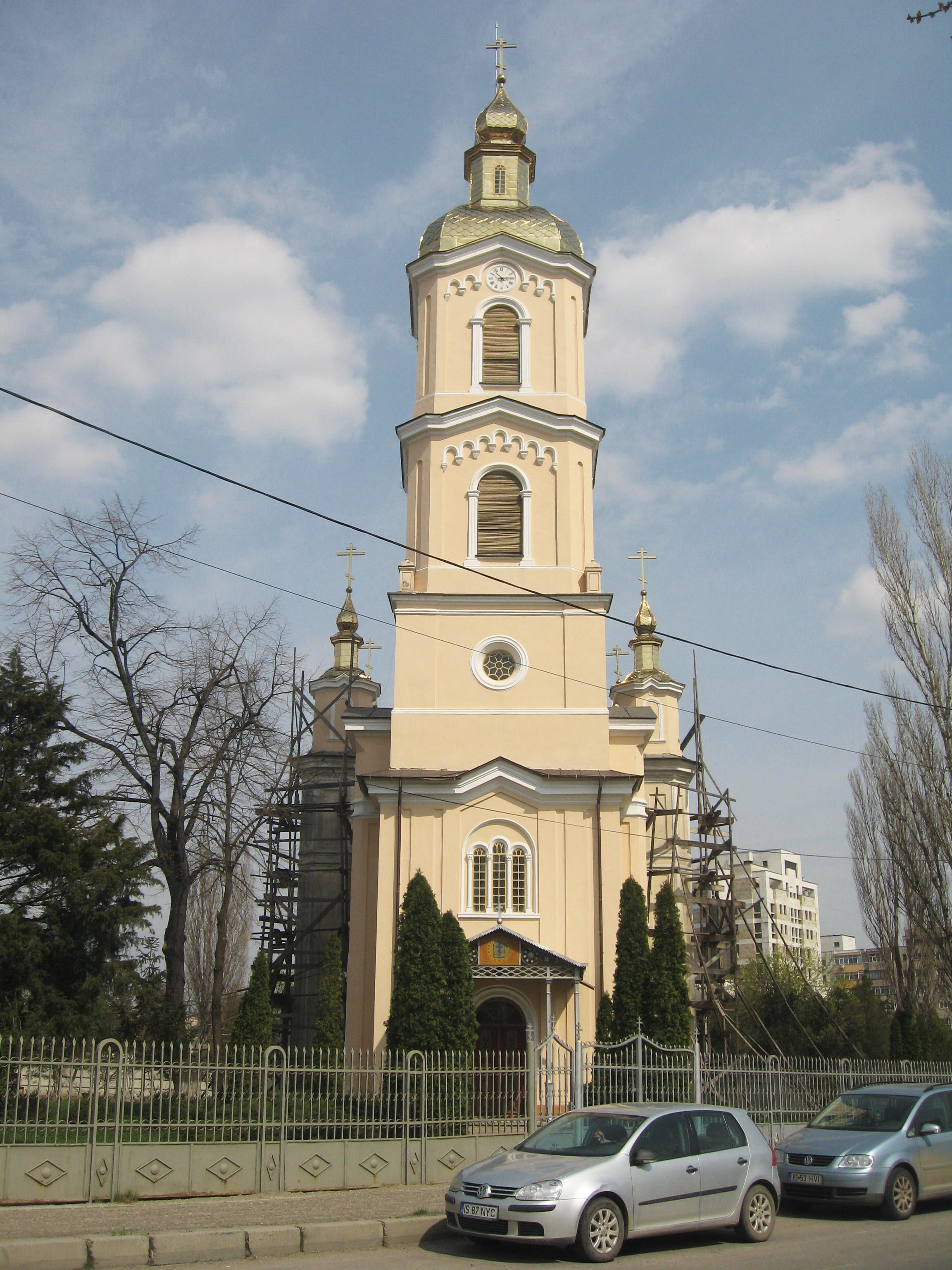
Turnul bisericii lipovenești
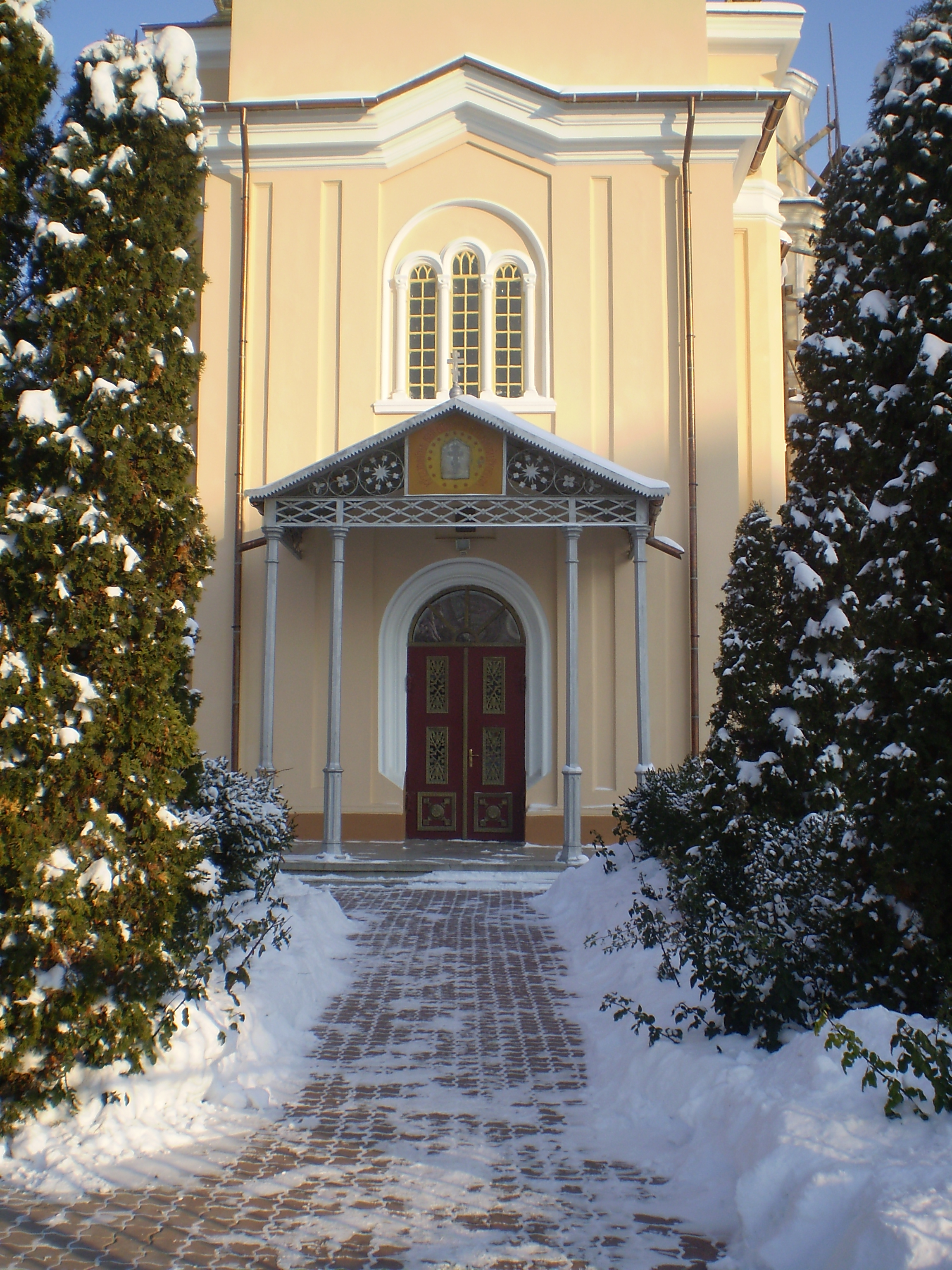
Portalul de intrare în biserică
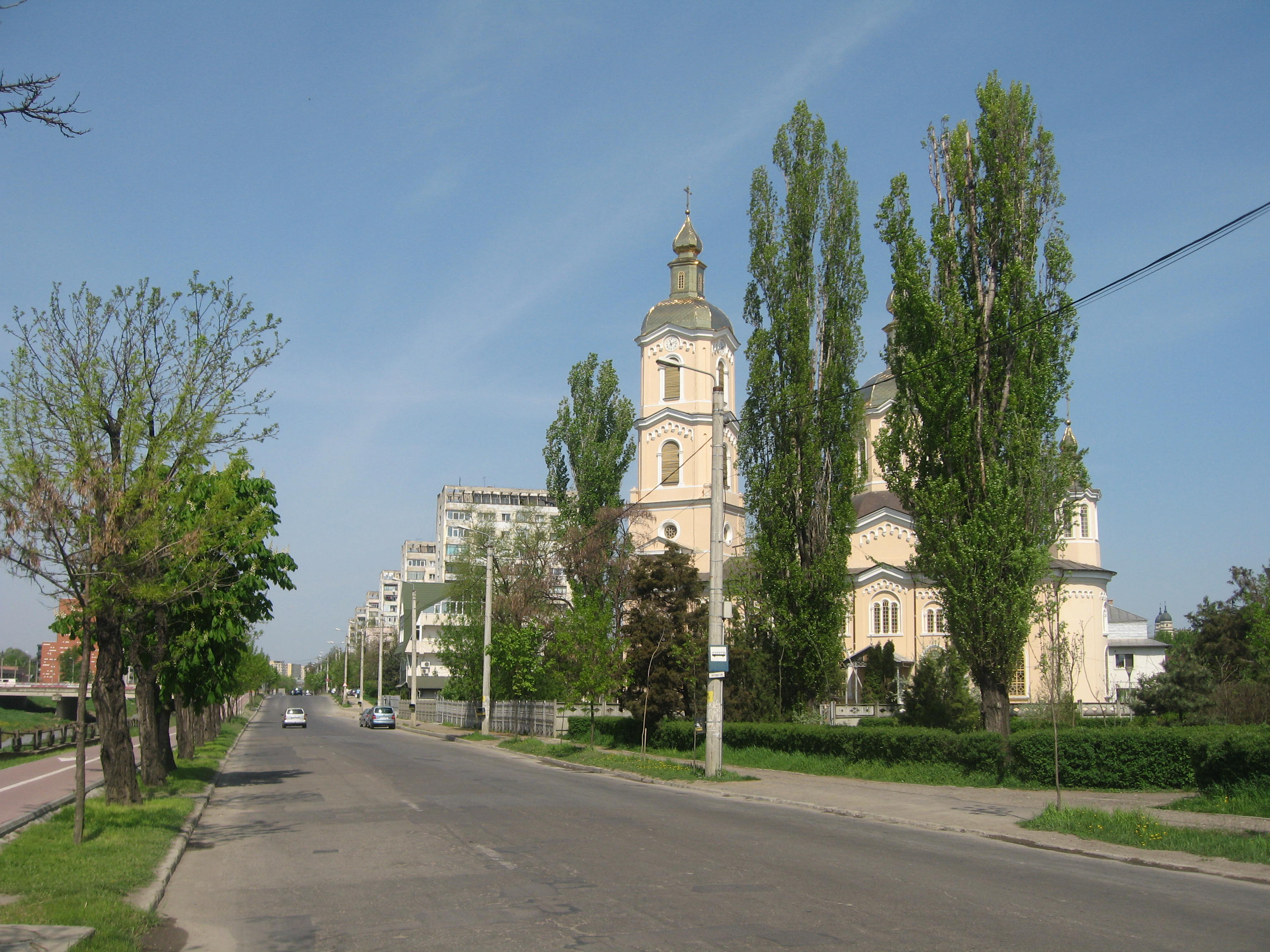
Biserica lipovenească
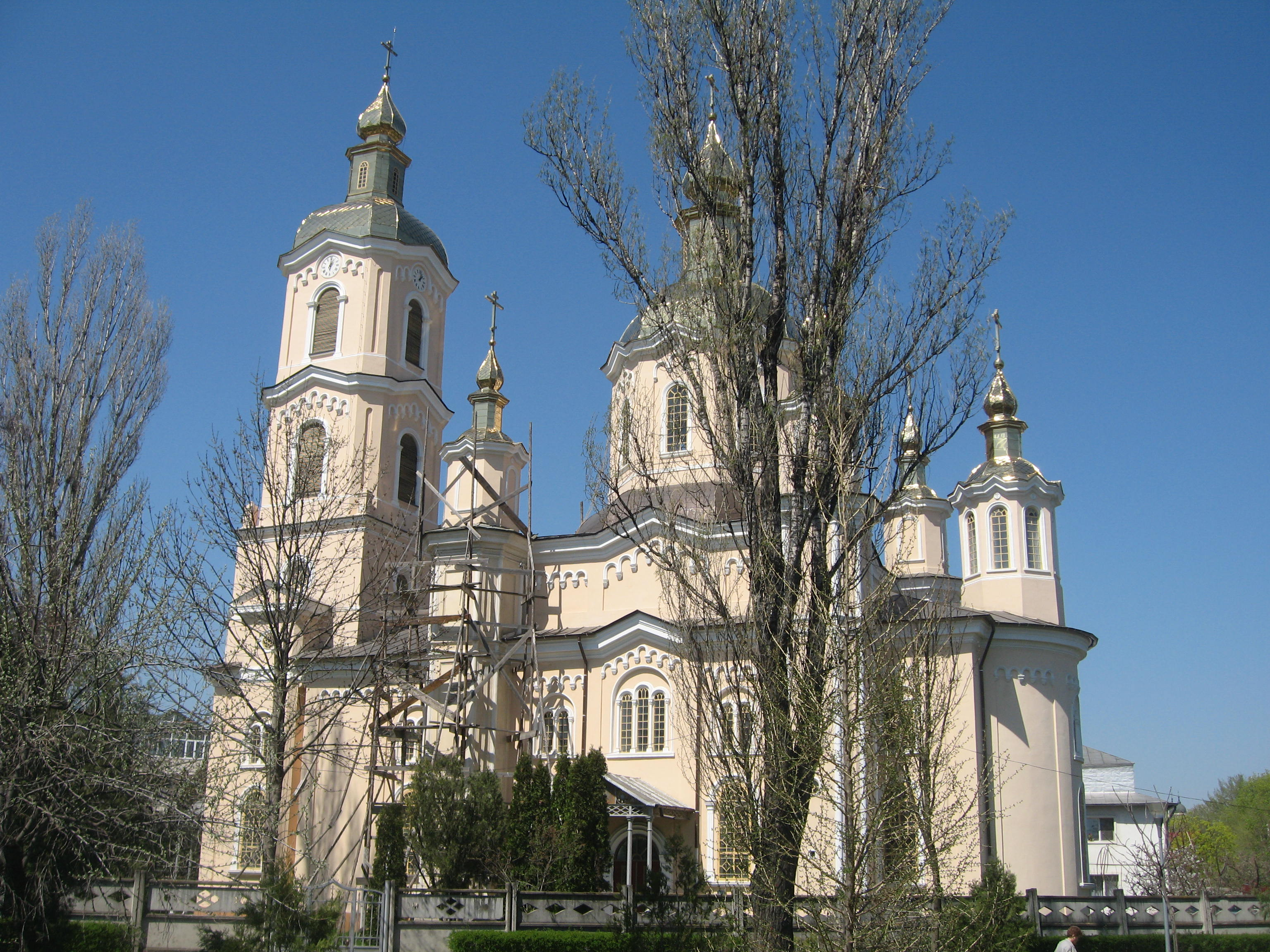
Biserica lipovenească
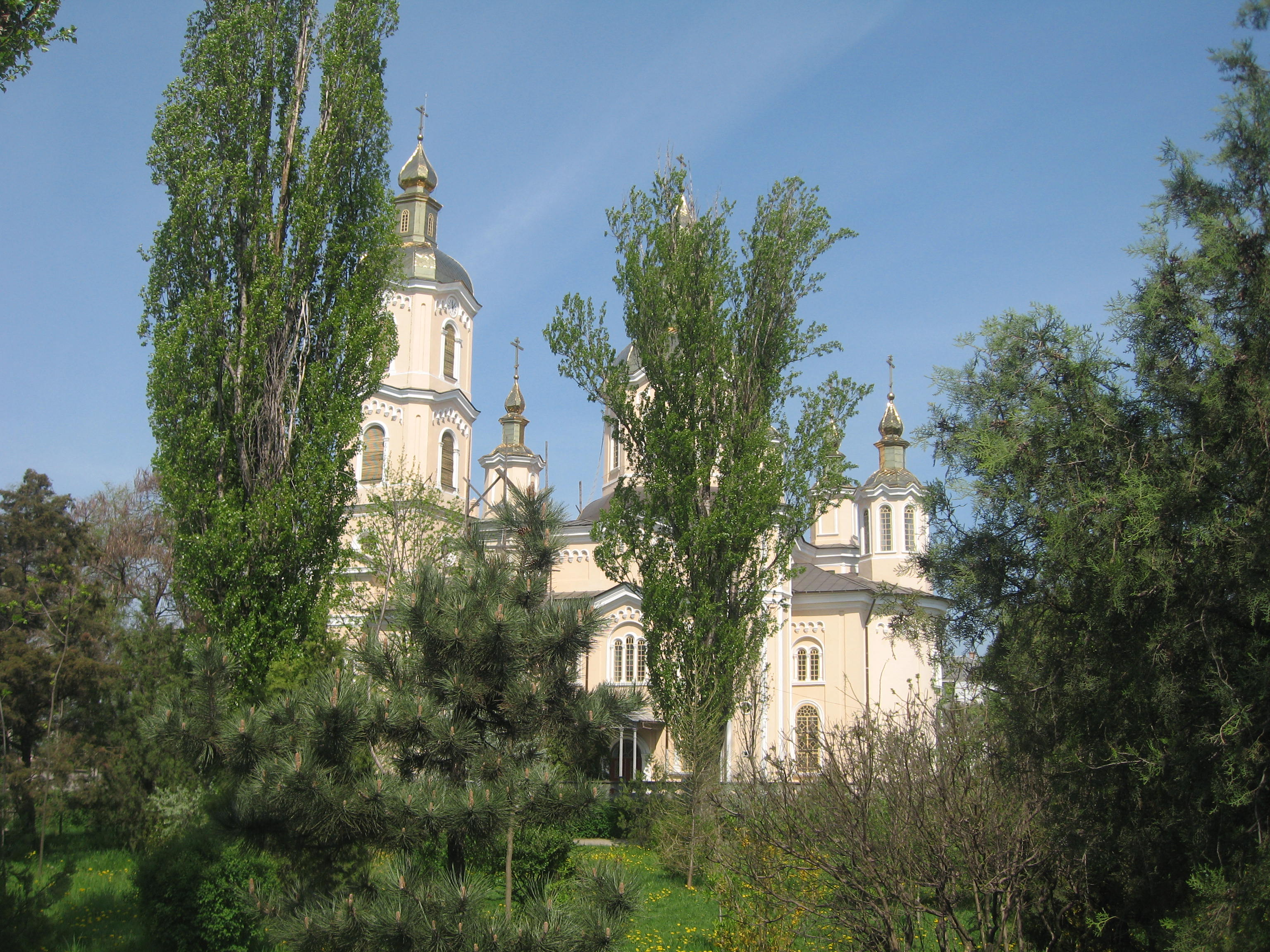
Biserica lipovenească
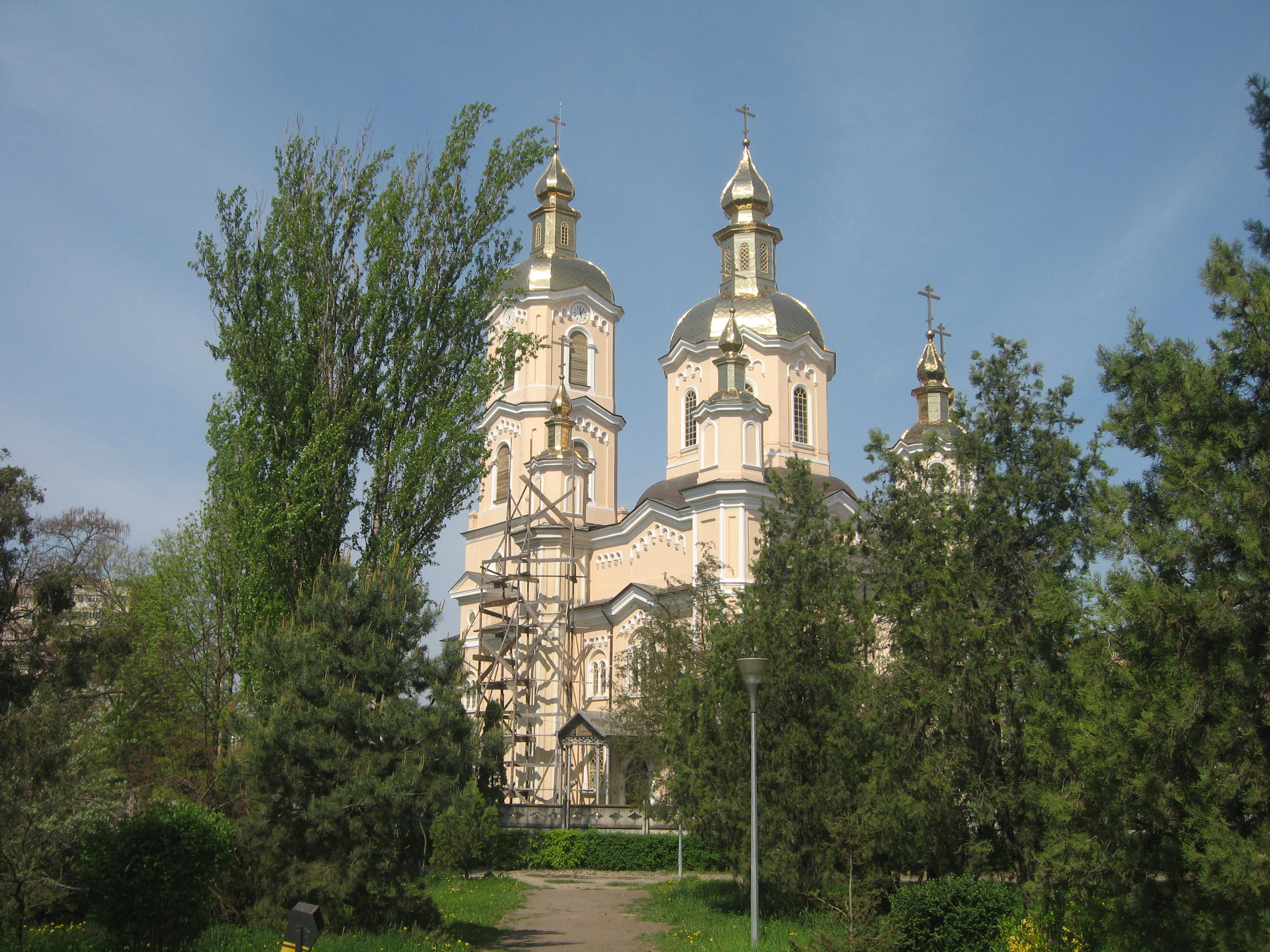
Biserica lipovenească
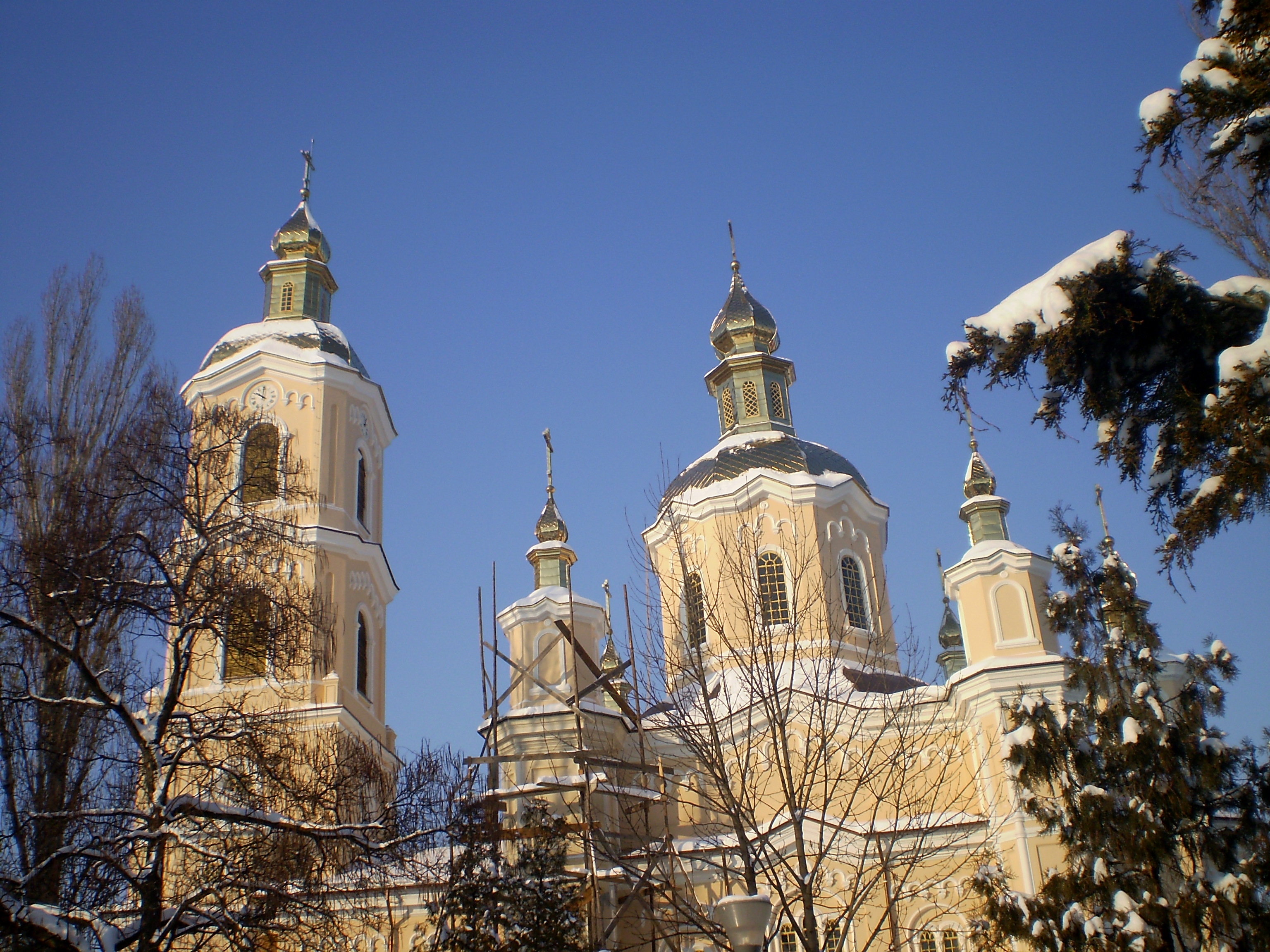
Biserica lipovenească - detaliu turle
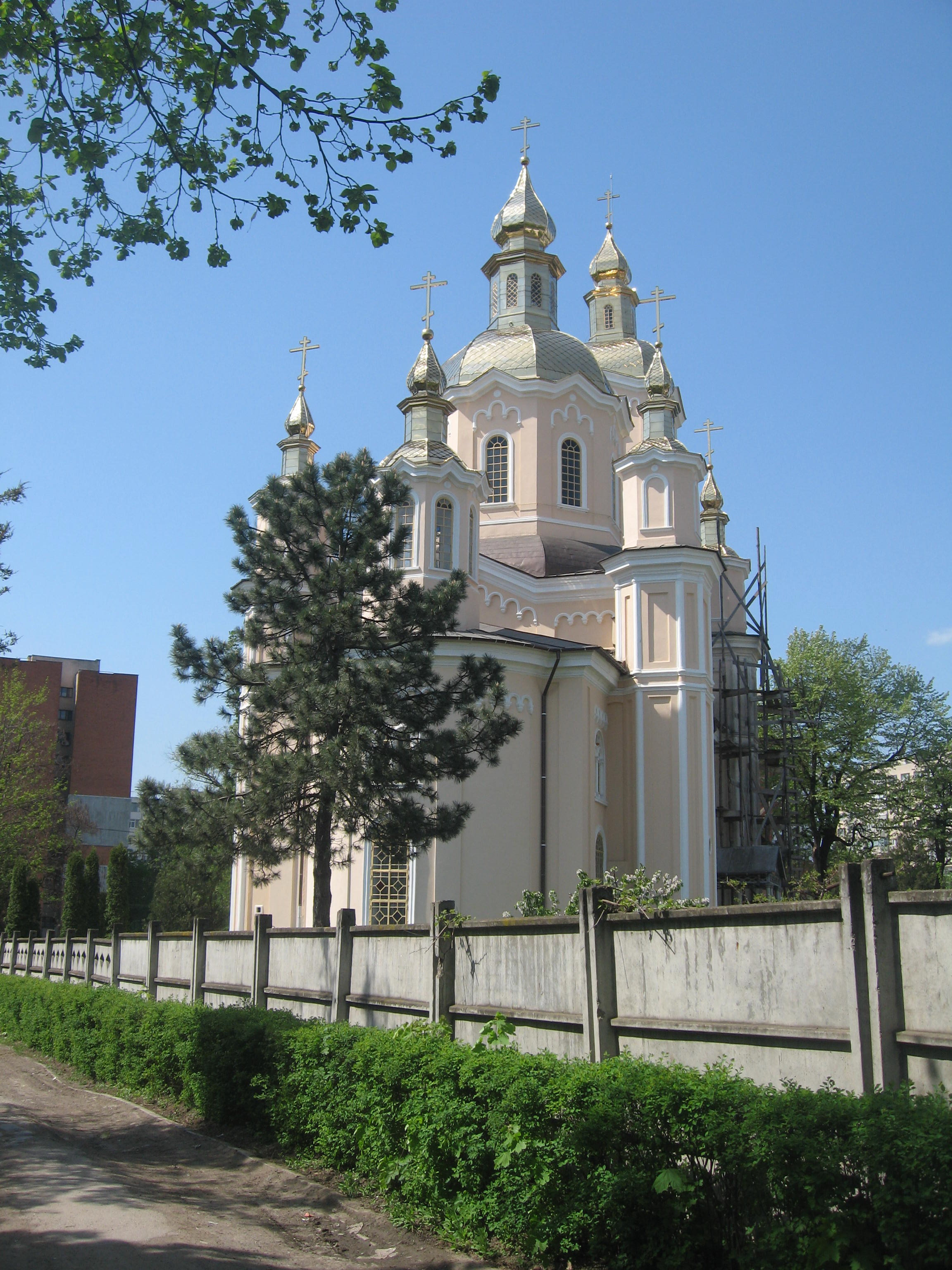
Biserica lipovenească
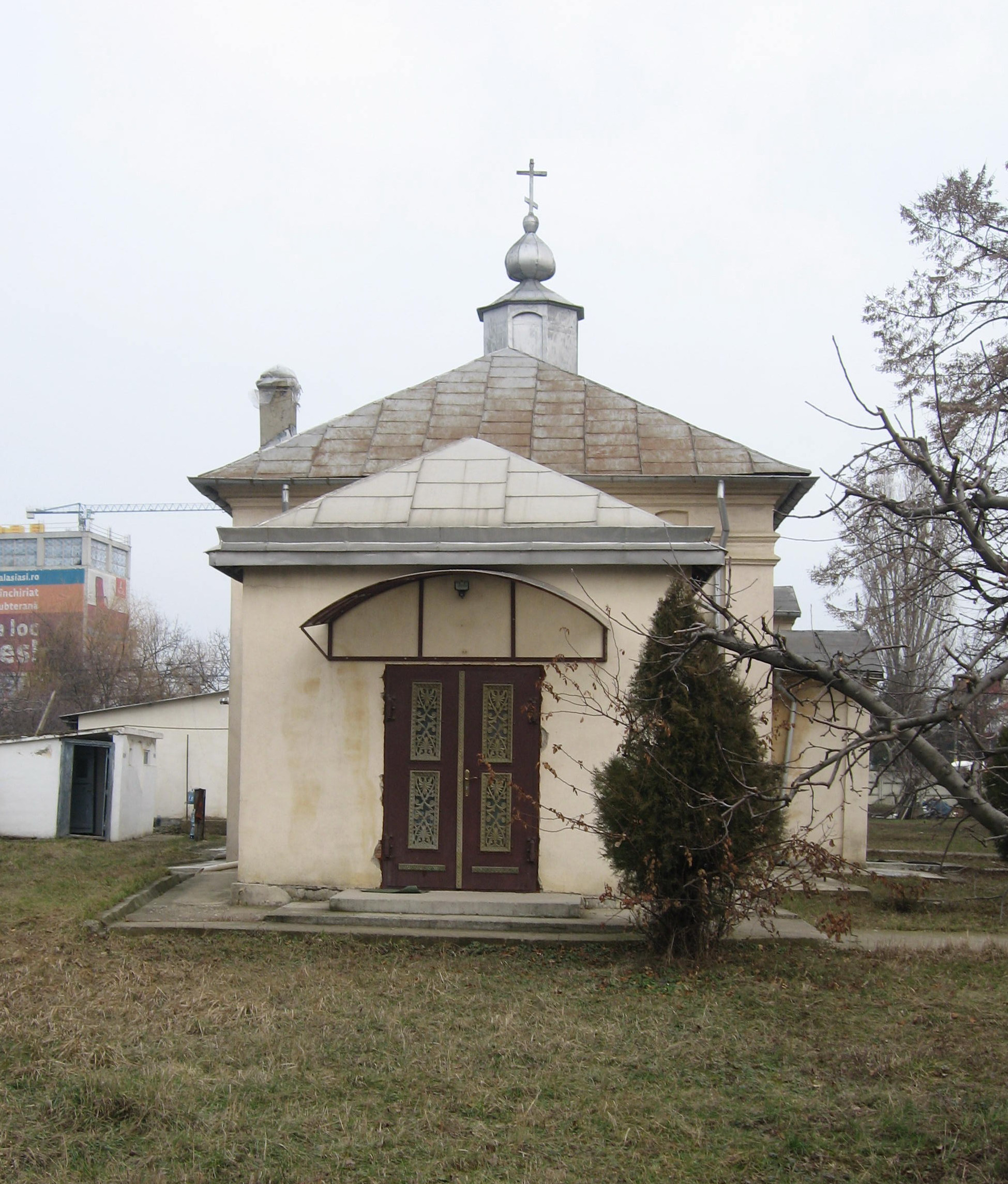
Paraclisul "Sf. Apostoli Petru și Pavel" - vedere frontală
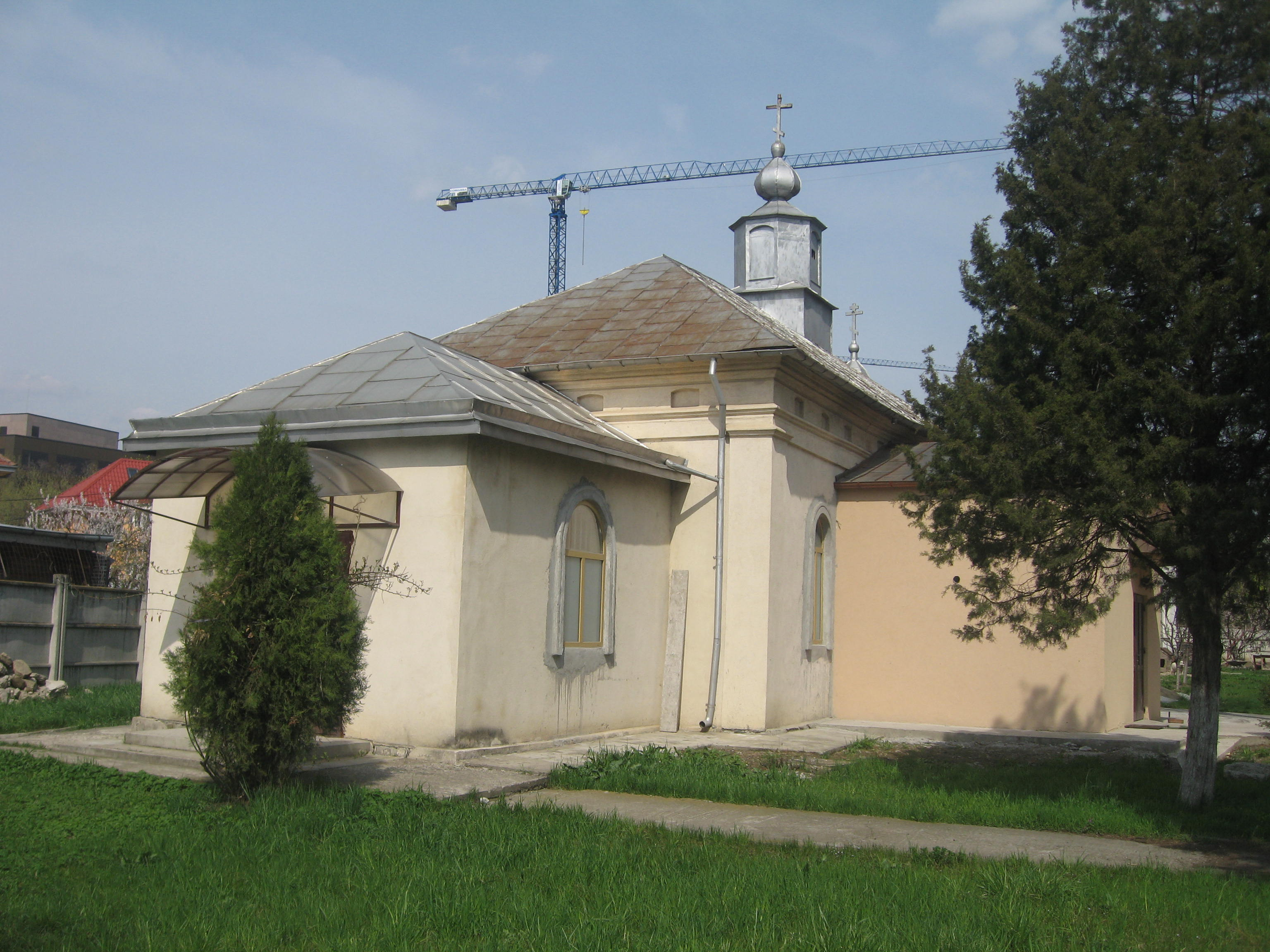
Paraclisul "Sf. Apostoli Petru și Pavel" - vedere laterală
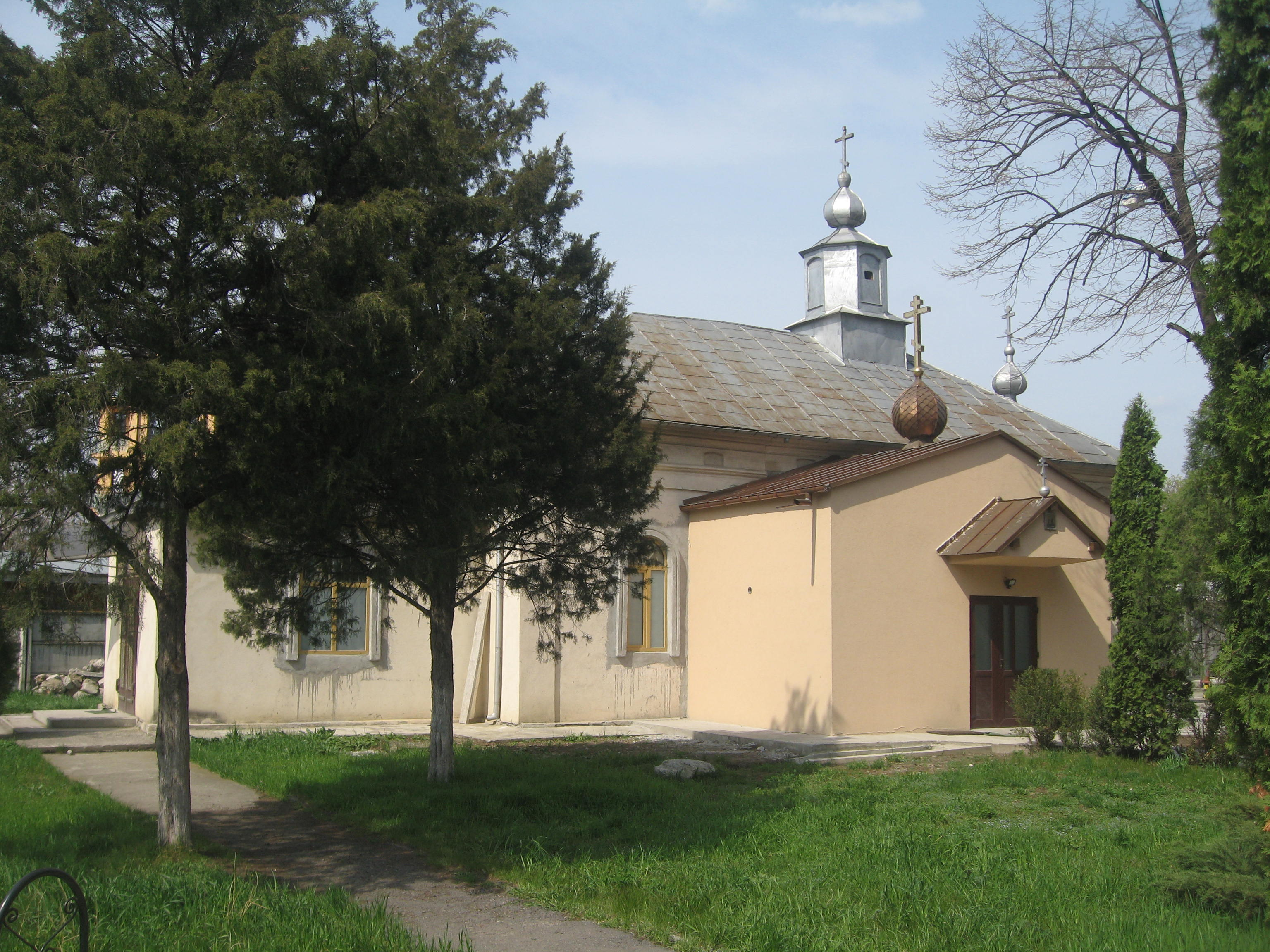
Paraclisul "Sf. Apostoli Petru și Pavel" - latura sudică
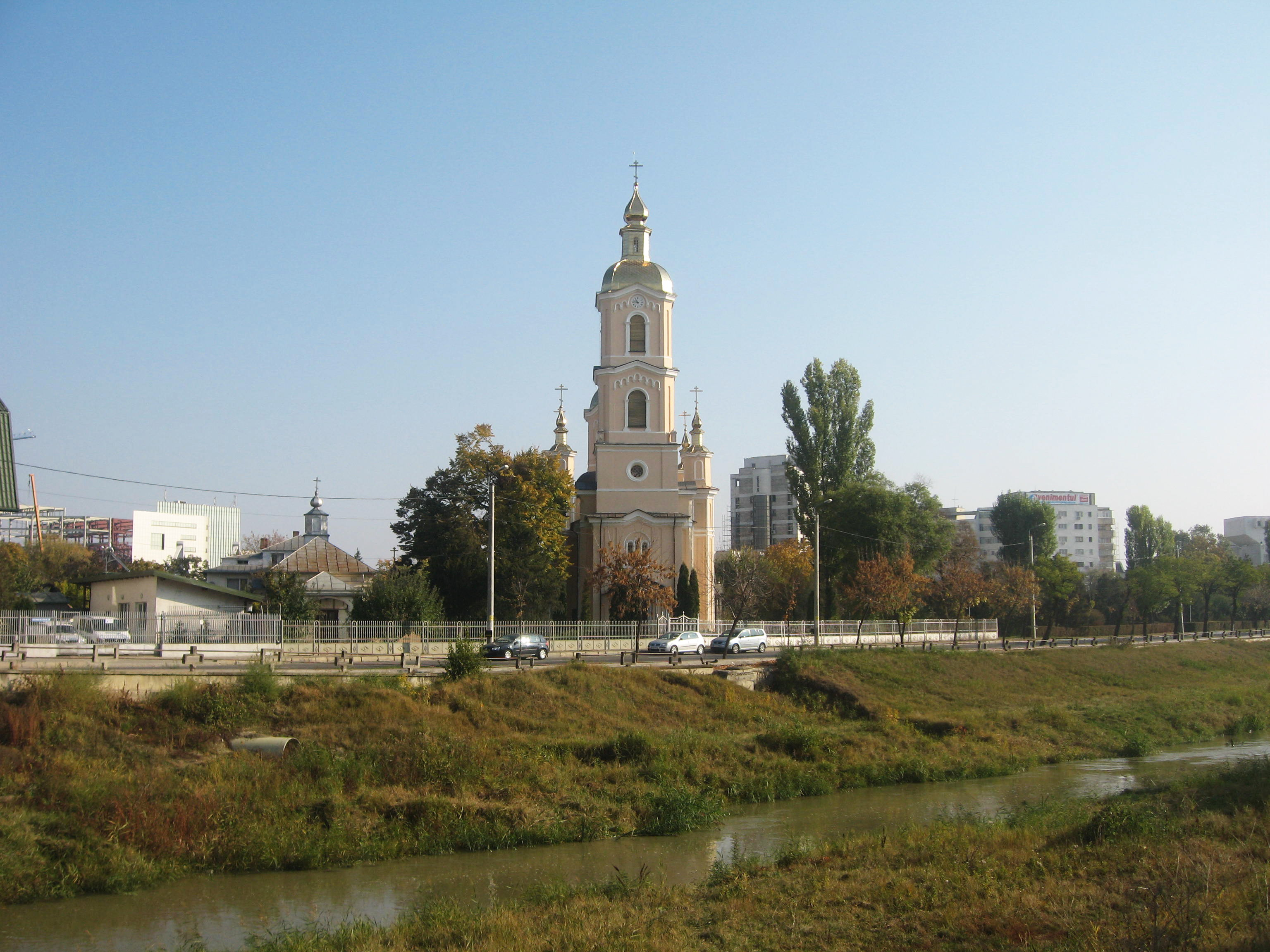
Vedere a bisericii de peste Bahlui
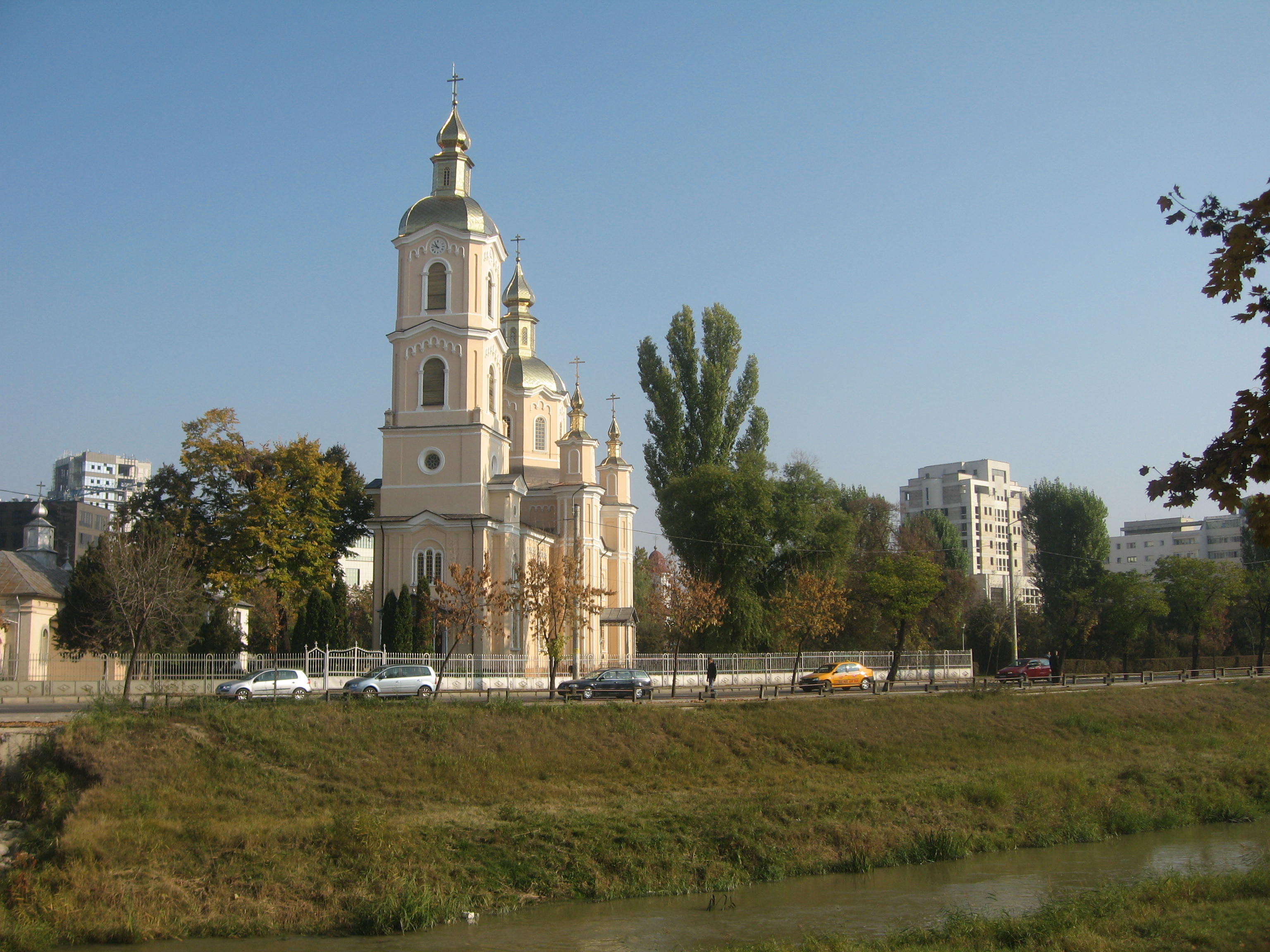
Vedere a bisericii de peste Bahlui
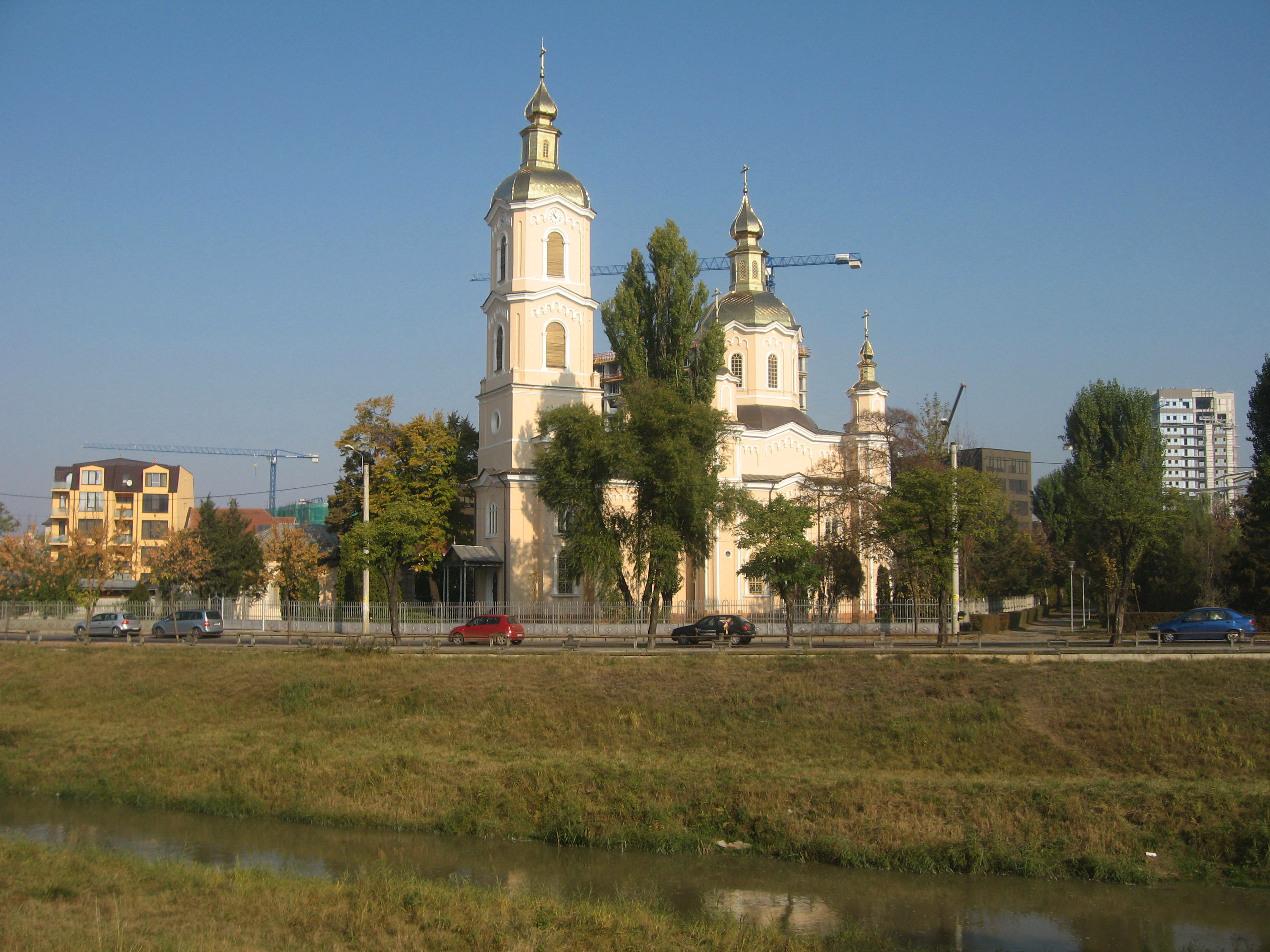
Vedere a bisericii de peste Bahlui
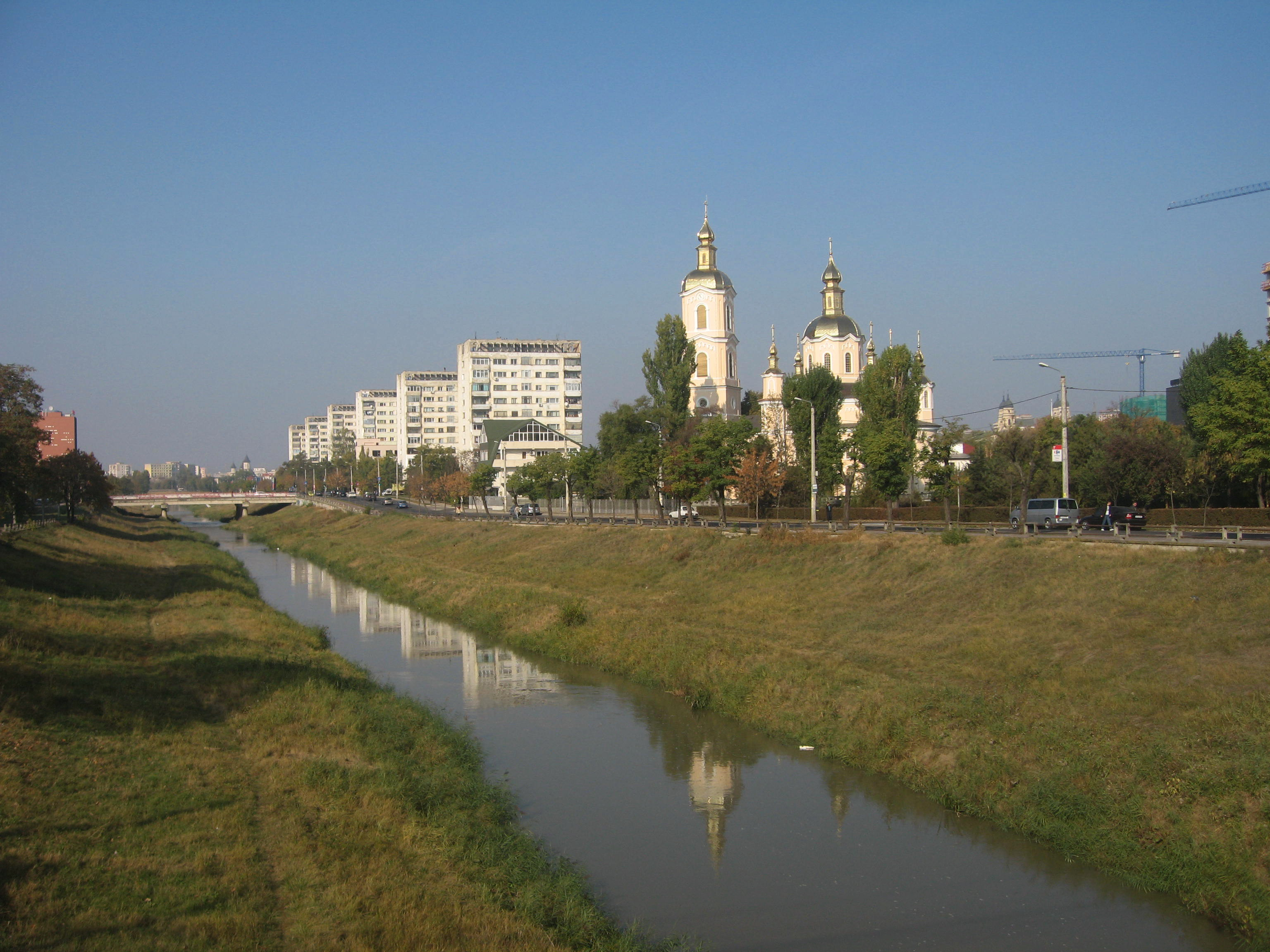
Vedere a bisericii de peste Bahlui
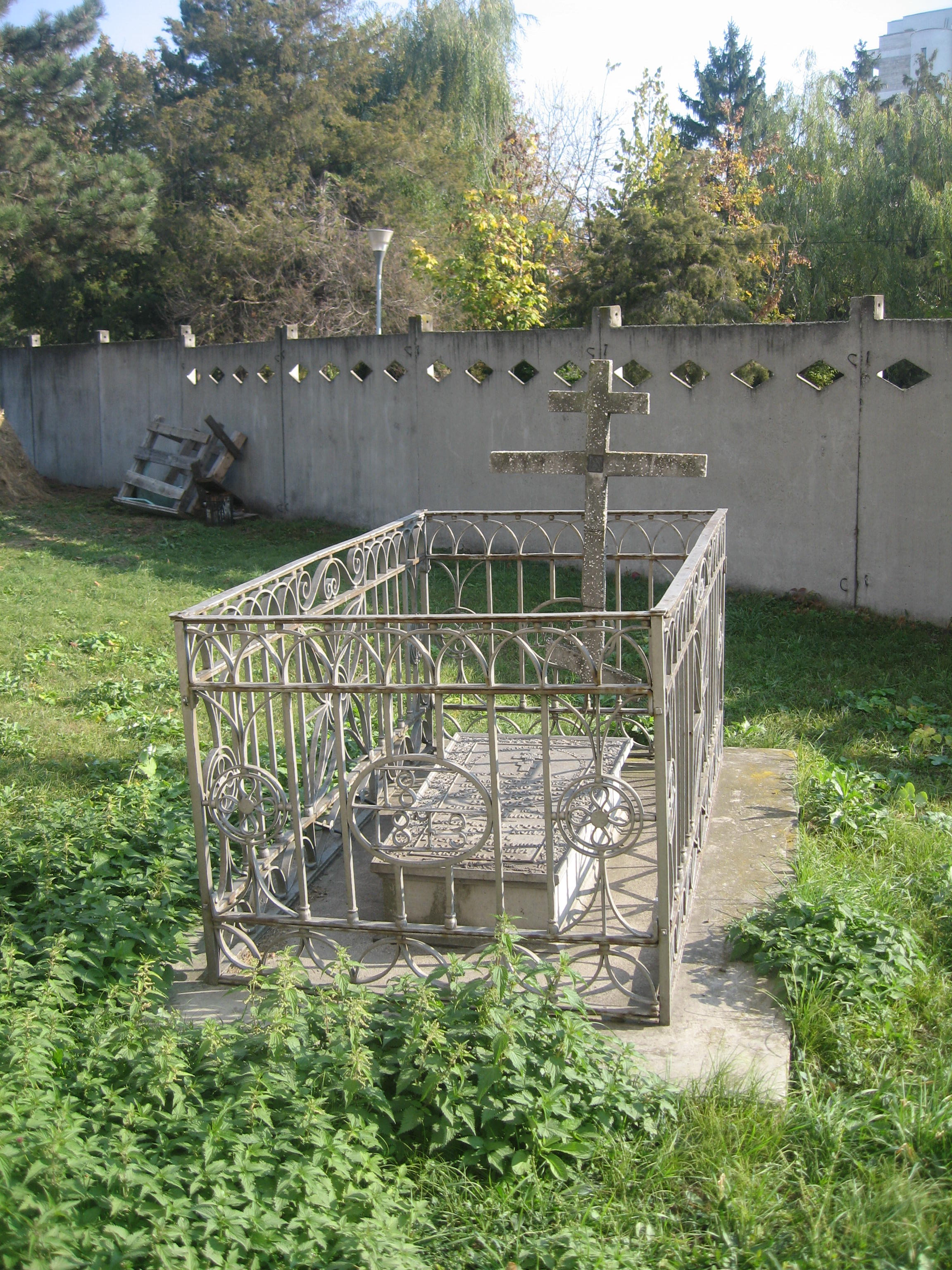
Mormânt vechi de lângă altarul bisericii
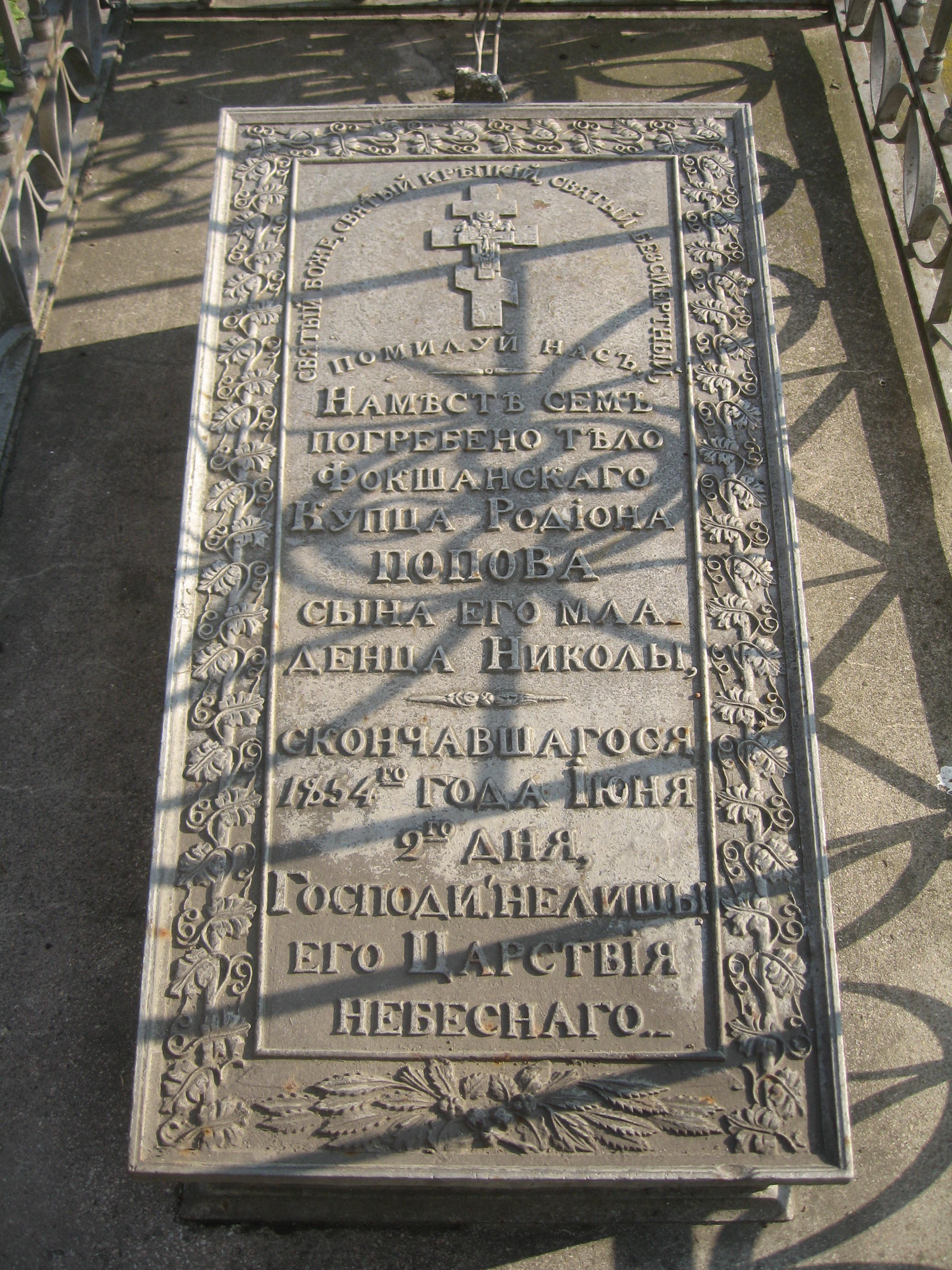
Piatră de mormânt veche din curtea bisericii